# Sender Holzminden
Als Sender Holzminden wird die oberhalb von Höxter-Stahle befindliche Sendeanlage bezeichnet. Die Bezeichnung bezieht sich auf den vorrangigen Zielort der Ausstrahlungen, nämlich Holzminden.

## Hörfunk
Obwohl der Turm auf nordrhein-westfälischem Gebiet steht, strahlt er die für Niedersachsen bestimmten Hörfunkprogramme des NDR aus, da sich das Wesertal um Holzminden topographisch bedingt von hier aus besser auf UKW erreichen lässt. Im November 2012 kam eine Frequenz für den Privatsender Radio 21 hinzu. Insgesamt werden die folgenden Hörfunkprogramme gesendet:

## Frequenzen und Programme

### Analoger Hörfunk (UKW)
In UKW werden folgende Programme ausgestrahlt:
| Frequenz (MHz) | Programm            | RDS PS             | RDS PI                | Regionalisierung | ERP (kW) | Antennendiagramm rund (ND)/gerichtet (D) | Polarisation horizontal (H)/vertikal (V) |
| -------------- | ------------------- | ------------------ | --------------------- | ---------------- | -------- | ---------------------------------------- | ---------------------------------------- |
| 88,6           | NDR Info            | NDR_Info           | D384                  | Niedersachsen    | 0,5      | D (160–190°)                             | H                                        |
| 92,7           | NDR 1 Niedersachsen | NDR_1_BS NDR1_NDS  | D881 (regional), D381 | Braunschweig     | 0,5      | D (160–190°)                             | H                                        |
| 96,0           | NDR 2               | _NDR_2__           | D882 (regional), D382 | Niedersachsen    | 0,5      | D (160–190°)                             | H                                        |
| 98,4           | NDR Kultur          | NDR_Kult           | D383                  | –                | 0,5      | D (160–190°)                             | H                                        |
| 99,7           | N-Joy               | _N-JOY__/ VOM_NDR_ | D385                  | –                | 0,5      | D (160–190°)                             | H                                        |
| 104,0          | Radio 21            | RADIO_21           | D38A                  | Süd              | 0,5      | D (160–190°)                             | H                                        |

### Digitales Fernsehen (DVB-T / DVB-T2)
Die Ausstrahlung der hessischen Bouquets in Niedersachsen ist auf technische Gründe zurückzuführen; vom Standort Holzminden ist kein Ballempfang eines anderen niedersächsischen Senders möglich, lediglich die hessischen Muxe vom Standort Habichtswald kommen in einer ausreichenden Signalstärke am Umsetzer an. Am 8. November 2017 erfolgte die Umstellung auf den DVB-T2-Standard mit HEVC Bildcodierung. Optional lassen sich zusätzliche als Verknüpfung enthaltene Programme über eine Internetverbindung wiedergeben, falls das Empfangsgerät HbbTV (ab Version 1.5) unterstützt (HR via IP: ARD-alpha, BR FS Süd HD, rbb Berlin HD und SR Fernsehen HD).
Folgende DVB-T2-Bouquets werden übertragen:
| Kanal | Frequenz (MHz) | Multiplex                    | Programme im Multiplex | ERP (kW) | Antennendiagramm rund (ND)/ gerichtet (D) | Polarisation horizontal (H)/ vertikal (V) |
| ----- | -------------- | ---------------------------- | --- | -------- | ----------------------------------------- | ----------------------------------------- |
| 22    | 482            | ARD Digital (hr)             | - Das Erste HD - phoenix HD - arte HD - tagesschau24 HD - one HD                                                                                 | 0,2      | D (40–200°)                               | V                                         |
| 32    | 562            | ARD regional (hr) Nordhessen | - hr-fernsehen HD - WDR Fernsehen (Köln) HD - SWR Fernsehen Rheinland-Pfalz HD - mdr Fernsehen (Thüringen) HD - NDR Fernsehen HD (Niedersachsen) | 0,2      | D (40–200°)                               | V                                         |

 Sendeparameter 
| Verwendet von (HD-Programme pro Mux) | Modulations- verfahren | Coderate | FFT-Modus    | Guard- intervall | Pilottöne       | Datenrate [Mbit/s] |
| ------------------------------------ | ---------------------- | -------- | ------------ | ---------------- | --------------- | ------------------ |
| hr regional (5)                      | 64-QAM                 | 3/5      | 16k extended | 19/128           | Pilot Pattern 2 | 22,0               |
| ARD Digital (hr) (5)                 | 64-QAM                 | 1/2      | 16k extended | 19/128           | Pilot Pattern 2 | 18,2               |

### Analoges Fernsehen (PAL)
Vor der Umstellung auf DVB-T am 10. Oktober 2006 diente der Sendestandort weiterhin für analoges Fernsehen (PAL):
| Kanal | Frequenz (MHz) | Programm                    | ERP (kW) | Sendediagramm rund (ND)/ gerichtet (D) | Polarisation horizontal (H)/ vertikal (V) |
| ----- | -------------- | --------------------------- | -------- | -------------------------------------- | ----------------------------------------- |
| 8     | 196,25         | Das Erste (NDR)             | 0,004    | D                                      | H                                         |
| 44    | 655,25         | ZDF                         | 0,025    | D                                      | H                                         |
| 58    | 767,25         | NDR Fernsehen Niedersachsen | 0,03     | D                                      | H                                         |